# ソフィア・アセファ
ソフィア・アセファ・アベベ（アムハラ語：ሶፍአ አሠፋ、英語: Sofia Assefa Abebe、1987年11月14日 - ）はエチオピアの陸上競技選手。アディスアベバ出身。中・長距離走、特に3000メートル障害（3000mSC）を専門とする。
2009年の世界選手権で13位、同年のワールドアスレチックファイナルでは4位であった。前年の北京オリンピックにも出場していたが、決勝進出は果たせなかった。
2012年6月7日、ビスレットゲームズ（オスロ国際）で9分09秒00をマーク、エチオピア新記録を樹立する。同年のロンドンオリンピックでは9分09秒84の成績で銅メダルを獲得した。女子エチオピア勢がオリンピックで3000mSCのメダルを獲得したのはアセファが初めてである。また同年のヴェルトクラッセチューリッヒ（チューリヒ国際）で優勝し、それまでトップに立っていたミルカ・チェモス・チェイワの得点を逆転し2012年IAAFダイヤモンドリーグの年間優勝者となったかに見えたが、チューリヒ国際の最後の水濠でアセファがコースカットしたことが発覚し、優勝を剥奪され、年間優勝も幻となった。
2013年の世界選手権では、障害で転倒するというアクシデントに見舞われながらも銅メダルを獲得した。